# Miro Tabanelli
Miro Tabanelli (Ozzano dell'Emilia, 17 novembre 2004) è uno sciatore freestyle italiano, primo atleta italiano a salire sul podio di una gara di big air della Coppa del Mondo di freestyle.

## Biografia
Originario di Sestola, Miro Tabanelli è cresciuto sportivamente insieme alla sorella Flora, anche lei sciatrice freestyle di alto livello, al Corno alle scale fino alla categoria ragazzi come atleta di sci alpino, per poi trasferirsi in Val di Fassa dove ha frequentato lo Ski College di Pozza.
Il 16 dicembre 2023 è diventato il primo atleta italiano a salire sul podio di una gara di Coppa del Mondo di freestyle nel big air, chiudendo al 2º posto a Copper Mountain. Nel gennaio 2025 diventa il primo italiano a vincere un evento dei Winter X Games, imponendosi nel big air come la sorella Flora. Nella stessa stagione vince la sua prima gara di Coppa del Mondo nel big air di Tignes.

## Palmarès

### Winter X Games
- 1 medaglia
  - 1 oro (big air ad Aspen 2025)

### Coppa del Mondo
- Miglior piazzamento nella Coppa del Mondo generale di freestyle: 8º nel 2024
- 3 podi:
  - 1 vittoria
  - 2 secondi posti

#### Coppa del Mondo - vittorie
| Data          | Luogo  | Paese   | Disciplina |
| ------------- | ------ | ------- | ---------- |
| 13 marzo 2025 | Tignes | Francia | BA         |

Legenda:

BA = Big air

### Mondiali juniores
- 1 medaglia:
  - 1 bronzo (big air a Krasnojarsk 2021)